# Walter Luiz Barbiero Milaneze Altoé
Padre Walter Luiz Barbiero Milaneze Altoé (Vargem Alta, 26 de julho de 1966) é presbítero brasileiro da Igreja Católica Romana. Por três anos, atuou como administrador diocesano da Diocese de Cachoeiro, que se encontrava vacante desde janeiro de 2019.

## Biografia
Padre Walter nasceu no distrito de São José de Fruteiras, distrito de Vargem Alta, que, na época, pertencia ao município de Cachoeiro de Itapemirim.
Ordenado diácono em 4 de dezembro de 1999, na Paróquia Santíssima Trindade, em Marataízes, sua ordenação presbiteral se deu em 25 de março de 2000, na Paróquia Santíssimo Sacramento da Eucaristia, em Cachoeiro de Itapemirim.

### Administrador Diocesano de Cachoeiro de Itapemirim
Após a posse de Dom Frei Dario Campos, OFM, como Arcebispo Metropolitano de Vitória do Espírito Santo, em 5 de janeiro de 2019, o Colégio de Consultores da Diocese de Cachoeiro de Itapemirim se reuniu no dia 11, e Pe. Walter Luiz foi eleito como administrador da diocese até a nomeação de um novo bispo pelo Papa. Além de membro do dito colégio, ele também é pároco da Paróquia São Pedro–Catedral (desde 2017) e diretor geral da Rádio Diocesana FM 95,7 de Cachoeiro (desde 2014).
Em 31 de outubro de 2019, suspendeu temporariamente o Pe. Gelson de Souza, então pároco de Nossa Senhora do Rosário de Ibatiba, suspeito de abuso sexual contra um adolescente de 14 anos, nomeando como seu substituto à frente daquela paróquia o Pe. Fábio Eduardo de Lima Santos.
Pe. Walter esteve à frente da Diocese de Cachoeiro nos primeiros momentos da pandemia de covid-19 no Brasil. Em 12 de junho de 2020, junto aos demais bispos diocesanos do Espírito Santo, Pe. Walter manifestou publicamente a favor das medidas de prevenção. O próprio contraiu a doença, de 5 a 13 de agosto de 2020, quando foi testado negativo.
Em 11 de fevereiro de 2021, depois de três anos de vacância, o Papa Francisco nomeou um novo bispo para Cachoeiro do Itapemirim: D. Luiz Fernando Lisboa, CP, bispo de Pemba, em Moçambique. Pe. Walter permaneceu como administrador até a posse do novo bispo, em 20 de março de 2021.